# Traugott von Stackelberg

Traugott von Stackelberg (um 1960)

Traugott von Stackelberg (* 18. März 1891 in Reval; † 8. November 1970 in Tengen) war ein deutschbaltischer Autor.

## Leben
Nikolaus Johannes Traugott Freiherr von Stackelberg stammte aus dem baltischen Uradel. Er wurde am 18. März 1891 als Sohn des Pastors Karl Nikolai von Stackelberg in Reval geboren. Nach der Schulzeit in Reval und Berlin studierte er Medizin in Deutschland und Finnland. Aus politischen Gründen wurde er von 1915 bis 1918 nach Nordostsibirien deportiert, wo er, als Arzt tätig, Land und Leute kennen und lieben lernte. Dokument dieser Jahre ist Geliebtes Sibirien (erschienen 1951), ein Bericht von unzerstörter Natur und unbeirrbarer Menschlichkeit. Nach dem Ersten Weltkrieg legte er in Berlin unter Ferdinand Sauerbruch sein Staatsexamen ab und belegte nebenbei Kurse in Porträt- und Aktzeichnen. Ab 1925 lebte von Stackelberg mit seiner Familie als Arzt auf dem Degenhof bei Tengen im Hegau. Im Alter sammelte er seine kleinen, schlichten Erzählungen aus Estland und Russland in den Bänden Wintererzählungen (1953), Cornet der Zarin (1954), Die Bärenkralle (1956) und Der Kutter Kodumaa (1962). Sein einziger Roman, Manon de Carmignac (1952), berichtet von der großen Liebe eines baltischen Barons und einer Berliner Hugenottin. Nach dem Wiedersehen mit Russland im Jahr 1967 erschien sein Reisebericht Auf eigener Fährte (1968). Traugott von Stackelberg starb am 8. November 1970.
Verheiratet war er seit 1920 mit der Fabrikantentochter und Ärztin Helene Lohmann (1895–1964).
Sein Sohn Jürgen Freiherr von Stackelberg (1925–2020) war an der Universität Göttingen Lehrstuhlinhaber für Romanische Philologie.

## Schriften
- Geliebtes Sibirien. Verlag Günther Neske, Pfullingen 1951 (13. Auflage 1983).
- Manon de Carmignac. Verlag Günther Neske, Pfullingen 1952.
- Wintererzählungen. Verlag Günther Neske, Pfullingen 1953.
- Cornet der Zarin. Verlag Günther Neske, Pfullingen 1954.
- Die Bärenkralle. Verlag Günther Neske, Pfullingen 1956.
- Der Kutter Kodumaa. Flamberg Verlag, Zürich/Stuttgart 1962.
- Die schönsten Erzählungen. Verlag Günther Neske, Pfullingen 1962.
- Auf eigener Fährte Verlag Günther Neske, Pfullingen 1968.